# Centroclisis eustalacta
Centroclisis eustalacta is een insect uit de familie van de mierenleeuwen (Myrmeleontidae), die tot de orde netvleugeligen (Neuroptera) behoort. 
Centroclisis eustalacta is voor het eerst wetenschappelijk beschreven door Gerstäcker in 1863.